# Nome di donna
Nome di donna è un film del 2018 diretto da Marco Tullio Giordana.

## Trama
Nina è una giovane donna che lascia Milano per trasferirsi in un piccolo paese della Brianza dove trova lavoro al Baratta, una prestigiosa clinica per anziani facoltosi. Nei primi tempi le cose sembrano andare bene, ma Nina si trova ad affrontare una triste realtà: le molestie sessuali del direttore Torri, che prima di lei ha già abusato di numerose altre lavoratrici. Il giorno dopo la tentata violenza, Torri finge d'incontrare Nina per la prima volta e inizia a sottoporla a mobbing.
L'atmosfera si fa sempre più pesante: Nina non trova l'appoggio delle colleghe, le quali rifiutano di denunciare le violenze subìte, isolandola; inoltre la denuncia del sindacato va a vuoto e il magistrato archivia l'indagine. Nina, dopo essere stata sospesa dal lavoro per un mese, riesce a contattare l'ex inserviente Sonia, la quale la indirizza da Franca, che in passato si era innamorata del direttore, era stata da lui respinta e per vendicarsi aveva segretamente firmato dei questionari contro di lui.
Nina trova un'occupazione nella chiesa gestita da Don Gino, al quale racconta quanto le è capitato. Don Gino decide di andare a fondo della questione, non avendolo fatto in passato con Sonia: lei e suo marito avevano infatti chiesto aiuto a Don Gino dopo aver inviato a Torri la foto di Sonia ferita. Per paura delle conseguenze, Don Ferrari (il capo del personale) ha accettato la versione dell'incidente, mentre loro due una buonuscita. Tuttavia, Sonia non se la sente di andare in tribunale a testimoniare.
Nina racconta al sindacato che Sonia aveva cercato di ricattare Torri, che le aveva dato una spinta facendola sbattere contro un mobile e spaccandole il labbro. A Nina viene offerto di tornare a lavorare al Baratta purché firmi una lettera in cui dichiara di essersi inventata tutto. L'avvocatessa Tina Della Rovere prende il carico il caso di Nina, e il processo contro Torri ha inizio. Il processo, prima pubblico con la testimonianza di Sonia e in seguito a porte chiuse, termina con la condanna di Torri a un anno con la condizionale.
Passa un anno. Nel processo di appello la corte dichiara Torri colpevole dei reati di violenza sessuale uniti dal vincolo della continuazione e, concesse le circostanze attenuanti generiche equivalenti alle aggravanti contestate, lo condanna a sei anni di reclusione e all'interdizione in perpetuo dai pubblici uffici; inoltre, Don Ferrari viene dichiarato colpevole del reato di favoreggiamento e condannato a tre anni di reclusione. Entrambi dovranno pagare le spese processuali e il risarcimento dei danni a favore delle parti civili.

## Produzione
Le riprese del film sono iniziate il 22 maggio del 2017. La location principale è stata Villa Mazzucchelli a Ciliverghe di Mazzano. Il film è stato prodotto da Lumière & Co. in collaborazione con Rai Cinema e Celluloid Dreams, con il supporto del MiBACT della Regione Lazio.

## Distribuzione
La pellicola è stata distribuita nelle sale cinematografiche italiane da Videa l'8 marzo 2018.

## Riconoscimenti
- 2018 - Nastro d'argento[5]
  - Candidatura per la migliore attrice non protagonista ad Adriana Asti
- 2018 - Globo d'oro[6]
  - Candidatura per la migliore attrice a Cristiana Capotondi
  - Candidatura per la migliore musica a Dario Marianelli